# Castell d'Oix
El castell d'Oix o casal del Barutell és un edifici situat a la vora del nucli urbà d'Oix, al municipi de Montagut i Oix, declarat bé cultural d'interès nacional.

## Història
Documentat el 1270, fou aixecat al segle xv pels senyors de Bestracà, els quals anteriorment ocupaven el castell situat al cim de la muntanya del mateix nom, dintre el terme de Beget. El trasllat a aquesta nova residència es deu al fet que els Barutell, senyors de Bestracà, van patir un atac durant l'assalt remença i la fortalesa fou saquejada i els senyors vexats pels pagesos revoltats el 1462: «no habiendo querido Berenguer de Barutell soltar a un remensa que tenia preso por no haber querido pagar las tasas, los remensas lo sitian en su castillo de Bestracà, lo toman a fuerza de armas u ponen en la prisión del castillo en lugar del remensa a Berenguer de Barutell con una cadena al cuello y, penetrando en el dormitorio de su senyora, la amenazan y la hacen salir del castillo junto con sus hijos, saqueándolo y llevándose ropa y otros objetos».
Al segle xvii, el marquès d'Almazan el volia enderrocar amb l'excusa que era un refugi de bandolers, però Catalunya protestà i feu derogar l'ordre. D'ençà que fou bastit, els Barutell l'adoptaren com a residència permanent, fins que a la segona meitat del segle xviii, Bonaventura de Barutell-Bestracà i d'Asprer es casà amb Teresa de Càncer, la qual amb anterioritat havia estat casada amb Ramon de Sanç (també escrit Sans), senyor de la casa de Montrodon. Al començament del segle xix consta com a senyor d'Oix, de Talaixà i de la casa de Montrodon, Bonaventura Sanç i de Barutell (1748-1806), que va contraure matrimoni amb Teresa de Gregorio, succeint-los llur fill Bonaventura Sanç i de Gregorio, que morí sense descendència. El títol de Bestracà anà a raure a mans dels Escrivà de Romaní, marquesos de Monistrol, fins que es va perdre.

## Descripció

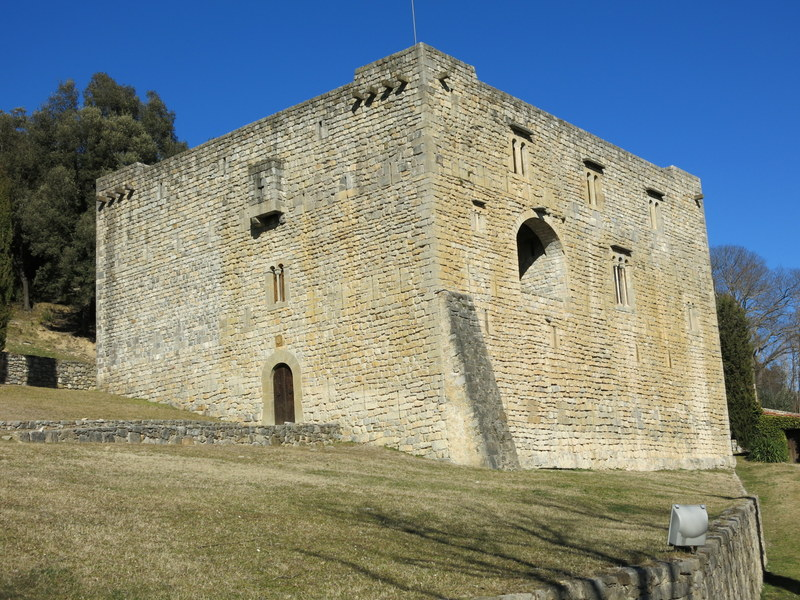
Façana oest amb porta i matacà i façana sud amb finestral gòtic trilobulat (febrer 2015)

Es tracta d'una casa forta de planta rectangular i pati interior bastida amb carreus ben escairats amb diferents pisos d'espitlleres a les quatre façanes i una torre de l'homenatge de planta quadrada, construïda i restaurada per l'actual propietari (la torre no havia arribat als dies actuals i s'ignora si realment havia existit mai). Està situada a l'angle de tramuntana i llevant. La façana més remarcable està orientada a ponent, on hi ha la porta principal d'arc de mig punt feta amb senzilles dovelles i un matacà de nova construcció amb una creu grega on es poden llegir els noms del matrimoni propietari i la data de construcció. S'han obert nombroses finestres, algunes formades amb doble arc de mig punt, amb columna i capitell central, la major part de nova factura. Destaca el gran finestral gòtic trilobulat del mur sud.